# (5811) Keck
(5811) Keck ist ein Asteroid des Hauptgürtels, der am 19. Mai 1988 von der Astronomin Eleanor Helin am Palomar-Observatorium 80 Kilometer nordöstlich von San Diego in Kalifornien entdeckt wurde. Er wurde nach Howard B. Keck benannt, dem Vorsitzenden der W. M. Keck Foundation, die die beiden Riesenteleskope des Keck-Observatoriums auf dem Gipfel des Mauna Kea finanzierte.